# Utilisation des antibiotiques en élevage

Les antibiotiques permettent de neutraliser les bactéries présentes dans l'organisme tant chez les animaux que chez les êtres humains. Pour éviter l'antibiorésistance, il est donc important de respecter les règles d'utilisation.

L'utilisation des antibiotiques en élevage a plusieurs finalités. Les antibiotiques sont utilisés en élevage d'abord pour traiter les animaux malades (usage thérapeutique ou curatif). On les emploie aussi pour traiter, à titre préventif, des lots d'animaux infectés mais ne présentant pas encore de symptômes (prophylaxie) ou, à titre préventif et curatif, des lots d'animaux dans lesquels au moins un animal s'est fait diagnostiquer comme malade (métaphylaxie, similaire au traitement de la méningite bactérienne chez les enfants). Enfin, les antibiotiques, administrés dans les aliments ou dans l'eau de boisson, sont utilisés à faible doses (de l'ordre d'un dixième des doses thérapeutiques) comme « facteurs de croissance ». Cette pratique  est interdite dans l'Union européenne depuis 2006. Aux États-Unis, elle est découragée par la Food and Drug Administration (FDA) dans le cadre d'une directive (Veterinary Feed Directive), qui demande aux fabricants de médicaments de revoir volontairement l’étiquetage de leurs antibiotiques,.
En 2013, aux États-Unis, les centres de prévention des maladies (CDC) ont publié un rapport détaillé sur la résistance aux antibiotiques, dans lequel les 18 espèces de bactéries les plus résistantes sont classées parmi les menaces les plus urgentes, les plus sérieuses ou les plus préoccupantes. Trois de ces organismes (Clostridium difficile, entérobactéries résistantes au carbapénème] et Neisseria gonorrhoeae) ont été classés comme des menaces urgentes, nécessitant davantage de surveillance et de prévention. Aux États-Unis seulement, plus de 2 millions de personnes sont infectées par des bactéries résistantes à des antibiotiques et plus de 23 000 personnes meurent chaque année des suites d'infections résistantes.